# فورد ترانزیت

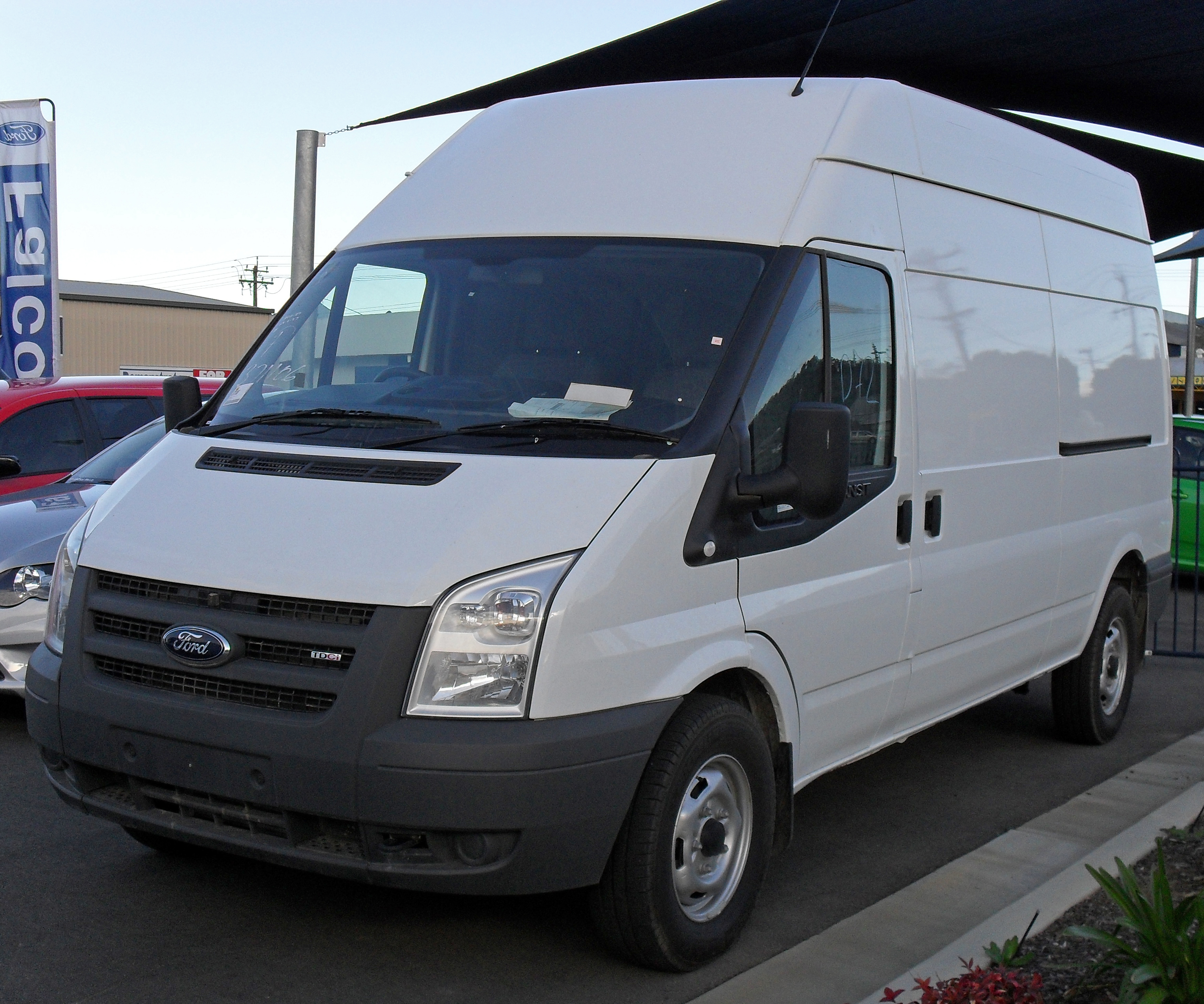

فورد ترانزیت (Ford Transit) خودرویی است که در سال‌های ۱۹۵۳ تاکنون در کلن، آلمان، بلژیک، بریتانیا، بریتانیا، ایزمیت، ترکیه، ترکیه، لهستان، بلاروس، ویتنام، نانچانگ، جمهوری خلق چین، تولید شده‌است.
این خودرو در کلاس ون قرار گرفته، طراحی آن موتور جلو، موتور وسط، خودرو محور جلو، توزیع نیروی پیشران، خودرو چهار چرخ محرک بوده‌است.